# FK Ovče Pole
FK Ovče Pole (makedonski: ФК Овче Поле) nogometni je klub iz Svetog Nikole, Sjeverna Makedonija. Trenutačno se natječe u istočnoj skupini makedonske treće lige.

## Povijest
Klub je osnovan 1924./1925. Službena godina osnivanja je 1925. Jedan je od najstarijih klubova u Sjevernoj Makedoniji. Klub su osnovali lokalni trgovci i obrtnici. 
Gradski stadion izgradila je 1965. godine općina Sveti Nikola uz pomoć lokalnih tvrtki. Izgradnjom započinje renesansa FK Ovče Pole Sveti Nikole, koja je u narednim godinama ostvarila svoje najveće uspjehe, igrajući u makedonskoj ligi i osvojivši 1. mjesto u jesenskom dijelu prvenstva u sezoni 1970./71.
Značajnija imena iz te generacije su: Panče Kocev, Ratko Milanov, Vane Stoilev, Blagoj Mišev, Lazo Andronikov itd. Gordan Zdravkov igrao je u prvoj jugoslavenskoj ligi za Vardar. Robert Petrov i Andreja Efremov bili su makedonski reprezentativci.

## Vanjske poveznice
- Službena web-stranica
- Stranica kluba na macedonianfootball.com